# Achter gesloten deuren (televisieserie)
Achter gesloten deuren is een Nederlands televisieprogramma dat sinds 2012 wordt uitgezonden op Net5. Het is een scripted-realityprogramma, waarin (deels) waargebeurde verhalen worden nagespeeld.
Centraal staat het persoonlijke leven van gewone mensen die voor hun naaste omgeving een groot geheim te verbergen hebben. In de loop van het verhaal worden zij door de omstandigheden min of meer gedwongen om hun geheim prijs te geven en vervolgens de consequenties hiervan te dragen.

## Trivia
- In Vlaanderen wordt het programma uitgezonden op de commerciële zender VTM 2.